# فرانشيسكا سيمون
فرانشيسكا سيمون (بالإنجليزية: Francesca Simon)‏ هي كاتِبة وكاتبة للأطفال أمريكية، ولدت في 23 فبراير 1955 في سانت لويس في الولايات المتحدة.

## وصلات خارجية
- الموقع الرسمي
- فرانشيسكا سيمون على موقع IMDb (الإنجليزية)
- فرانشيسكا سيمون على موقع ألو سيني (الفرنسية)
- فرانشيسكا سيمون على موقع ميوزك برينز (الإنجليزية)
- فرانشيسكا سيمون على موقع ديسكوغز (الإنجليزية)
- فرانشيسكا سيمون على موقع قاعدة بيانات الفيلم (الإنجليزية)
- فرانشيسكا سيمون على موقع كينوبويسك (الروسية)